# Lachnum fasciculare
Lachnum fasciculare Velen. – gatunek grzybów należący do klasy patyczniaków (Leotiomycetes).

## Systematyka i nazewnictwo
Pozycja w klasyfikacji według Index Fungorum: Lachnum, Lachnaceae, Helotiales, Leotiomycetidae, Leotiomycetes, Pezizomycotina, Ascomycota, Fungi.
Po raz pierwszy opisał go w 1934 r. Josef Velenovský. Synonim: Dasyscyphus fascicularis (Velen.) Le Gal 1939.

## Morfologia
Owocniki
Typu apotecjum (miseczka), w eksykatach przeważnie na długich trzonkach, brązowe lub cieliste, pokryte bladobeżowo-brązowymi włoskami. Trzonki często zniekształcone, tarczki ciemnobrązowe, czasem z winnym odcieniem.
Cechy mikroskopowe
Włoski brodawkowate, przeważnie cylindryczne lub tylko lekko główkowate, przeważnie z 3 septami, o długości (46–)56–86 × 3,2–5,6 pm. Worki o wymiarach 42-54 × 3,6–5,4 μm, wyrastające z pastorałek. Askospory wrzecionowate, 6,2–9,4 × 1,6–14,2 μm. Parafizy lancetowate, o szerokości 2,4–4,2 µm, przewyższające worek o ok. 17–17(–20) μm.
Gatunki podobne
Lachnum fasciculare od  Lachnum pudibundum odróżnia się głównie tym, że jego worki wyrastają z pastorałków, od Lachnum crataegi głównie długością parafiz, dłuższymi trzonkami i bardziej gromadnym tworzeniem owocników.

## Występowanie i siedlisko
Podano występowanie Lachnum fasciculare w niektórych krajach Europy i na jednym stanowisku w Ameryce Północnej. Występuje również w Polsce (w 2006 r. M. A. Chmiel przytoczyła 9 stanowisk).
Grzyb nadrzewny występujący na drewnie i gałązkach drzew liściastych.